# Nouan-le-Fuzelier
 Nouan-le-Fuzelier  es una población y comuna francesa, en la región de Centro, departamento de Loir y Cher, en el distrito de Romorantin-Lanthenay y cantón de Lamotte-Beuvron.

## Demografía
| 1845 | 1948 | 2159 | 2301 | 2274 | 2319 | 2513 |
| Para los censos de 1962 a 1999 la población legal corresponde a la población sin duplicidades (Fuente: INSEE [Consultar]) |      |      |      |      |      |      |